# رود برتنگ
رود برتنگ رودی در آسیای مرکزی و از شاخه‌های پنج است که خود از شاخه‌های آمودریا است. از طریق واخان در افغانستان، سپس از طریق ناحیه روشان در ولایت خودمختار بدخشان کوهستانی، تاجیکستان می‌گذرد. این رود ۵۲۸کیلومتر (۳۲۸ مایل) طول دارد (۱۳۳ کیلومتر به استثنای آکسو و مرغاب) و مساحت حوضه آن ۲۴۷۰۰ کیلومتر مربع (۹۵۰۰ مایل مربع) است.

## دوره

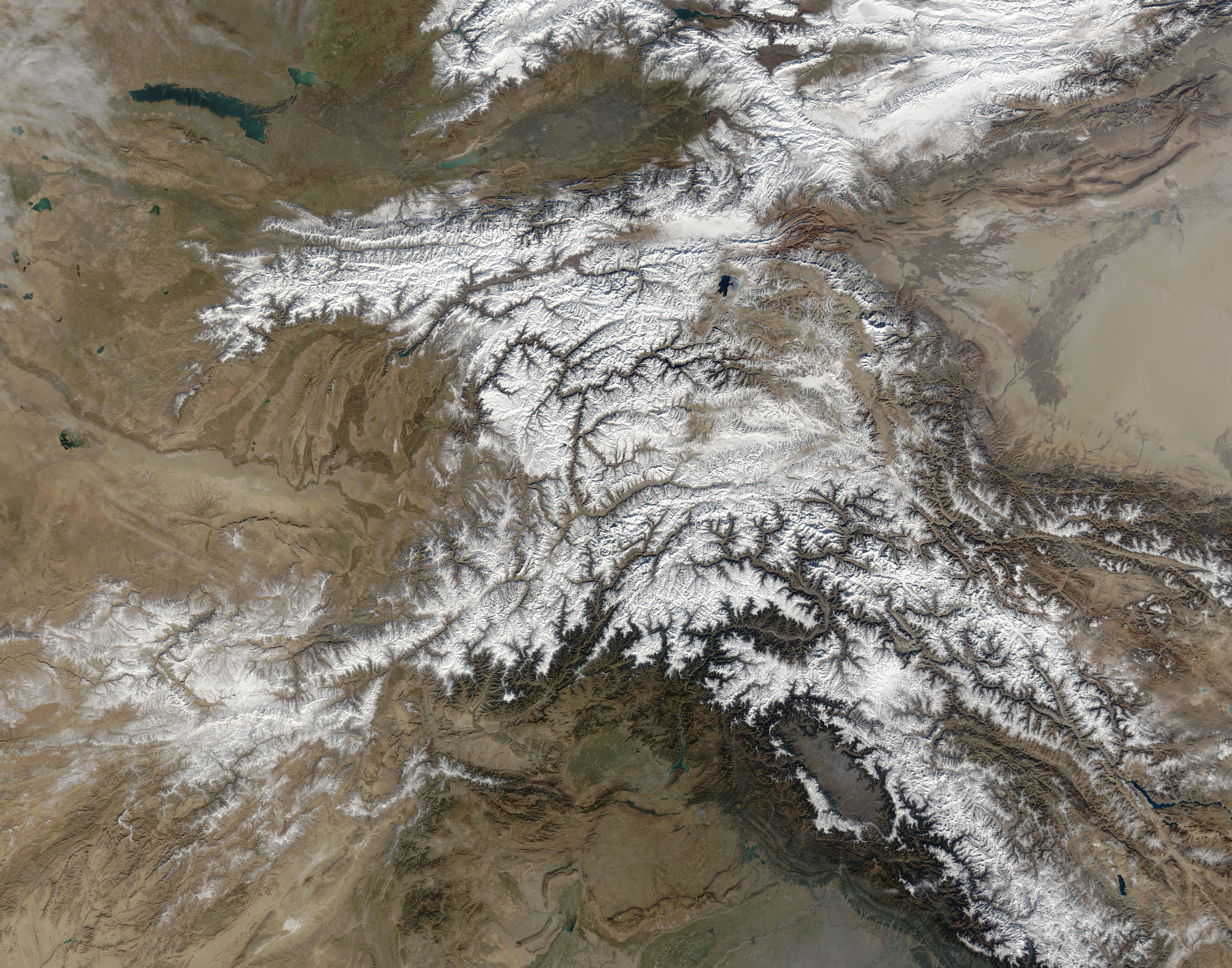
کوه‌های هندوکش در بخش پایین-چپ-مرکزی این تصویر ماهواره‌ای رنگی واقعی MODIS قرار دارند. تصویر در ۲۸ نوامبر ۲۰۰۳ ثبت شده است.

این رود در دریاچه چاک‌ماکتین در پامیر کوچک در واخان سرچشمه می‌گیرد، جایی که به آکسو یا اوکسو ("آب سفید") معروف است. سپس به شرق می‌ریزد و از تاجیکستان می‌گذرد، سپس با عبور از روستای شیمک به سمت شمال به شهر مرغاب می‌پیچد.
چند کیلومتر پایین‌تر از مرغاب دریاچه سریز است که در اثر زمین‌لرزه ۱۹۱۱ تاجیکستان بلندترین سد طبیعی جهان به نام سد اوسوی و دریاچه سریز را ایجاد کرد. رودخانه غدره درست در زیر دریاچه سریز به این رود می‌پیوندد.
محل اتصال رود به برتنگ معروف است. برتنگ مسیری را به سمت پایین کوه‌های پامیر غربی دنبال می‌کند که ۱۳۲ کیلومتر (۸۲ مایل) جریان دارد و پیش از تبدیل شدن به شاخه‌ای از پنج در مرز تاجیکستان و افغانستان است. بیشتر رود در محدوده پارک ملی پامیر قرار دارد.
برتنگ بیشتر از یخچال‌های طبیعی و ذوب برف تغذیه می‌شود. این رود تنها رودی است که از شرق به غرب از گورنو بدخشان عبور می‌کند. برتنگ درست در بالای شهر روشان وارد پنج قرار دارد.

## دسترسی
در کنار رود سه مسیر وجود داشت، یکی در امتداد رود، که فقط در پاییز زمانی که آب کم بود قابل استفاده بود، دومی در امتداد صخره‌ها و سومی بسیار طولانی‌تر، جایی که حیوانات بارکش را می‌توان در امتداد یال کوه هدایت کرد. جاده اصلی به دلیل رانش سنگ غیرقابل عبور می‌شود. بالای بسید روستای بزرگ روشوو قرار دارد. بالاتر از آن رود غدره و رود مرغاب به هم می‌پیوندند و برتنگ را تشکیل می‌دهند. این جاده از شمال شرقی غداتا تا محل اتصال خود به تانیماس که از غرب به یخچال طبیعی فدچنکو منتهی می‌شود، می‌آید. این جاده از شرق تا دریاچه کاراکول ادامه دارد.
مرغاب عموماً جز با پذیرش خطرات زیاد قابل عبور نیست. تا شهر مرغاب ۳۷ کیلومتر آخر جاده خاکی وجود دارد. بالاتر از مرغاب جاده‌ای جیپ‌رو با کیفیت رو به کاهش وجود دارد که رود را در جنوب شرقی به سمت توختامیش و شیمک دنبال می‌کند.

## دریاچه سریز
در ۱۸ فوریه ۱۹۱۱، زمین‌لرزه ۱۹۱۱ تاجیکستان، با قدرت ۷/۴ ریشتر، باعث رانش‌زمین بزرگی شد که جریان مرغاب را به‌طور کامل مسدود کرد و یک روستای محلی را مدفون کرد. این رانش زمین که دو کیلومتر مکعب سنگ تخمین زده می‌شود، سدی طبیعی به نام سد اوسوی را تشکیل داد. مرغاب در ماه‌های بعد فضای پشت اوسوی را پر کرد تا دریاچه سریز را تشکیل دهد که اکنون حدود ۶۰ کیلومتر از دره را رود مرغاب پر کرده و ۱۷ کیلومتر مکعب آب دارد. زمین‌شناسان بر این باورند که سد ممکن است ناپایدار باشد و ممکن است در طی یک زلزله قوی آینده، یا به دلیل شکست ساختاری خود سد خاکی یا روان شدن خاک و بقایای سنگی که سد را تشکیل می‌دهند، فرو بریزد. دیواره سد اوسوی از زلزله محلی ۷/۲ ریشتری، زلزله ۲۰۱۵ تاجیکستان در ۷ دسامبر ۲۰۱۵ بدون هیچ نشانه‌ای از خراب شدن جان سالم به در برد.